# Parasenecio quinquelobus
Parasenecio quinquelobus là một loài thực vật có hoa trong họ Cúc. Loài này được (Wall. ex DC.) Y.L.Chen mô tả khoa học đầu tiên năm 1999.